# Língua húngara
O húngaro (magyar nyelvⓘ), ou magiar, é um idioma pertencente ao grupo fino-úgrico da família das línguas urálicas, sendo de todas a mais amplamente falada, superando 15 milhões de falantes.
O húngaro está difundido no sul da Europa Central e é falado por mais de 13,5 milhões de pessoas; outras estimativas apontam para um número de falantes de até 15 milhões. É a língua oficial da Hungria e, desde 1.º de maio de 2004, é também uma das línguas oficiais da União Europeia. Ao contrário da maioria das línguas europeias, o húngaro não pertence à família de línguas indo-europeias e não tem uma relação próxima com elas. Os códigos de idioma ISO 639 do húngaro são hu e hun. 

## História

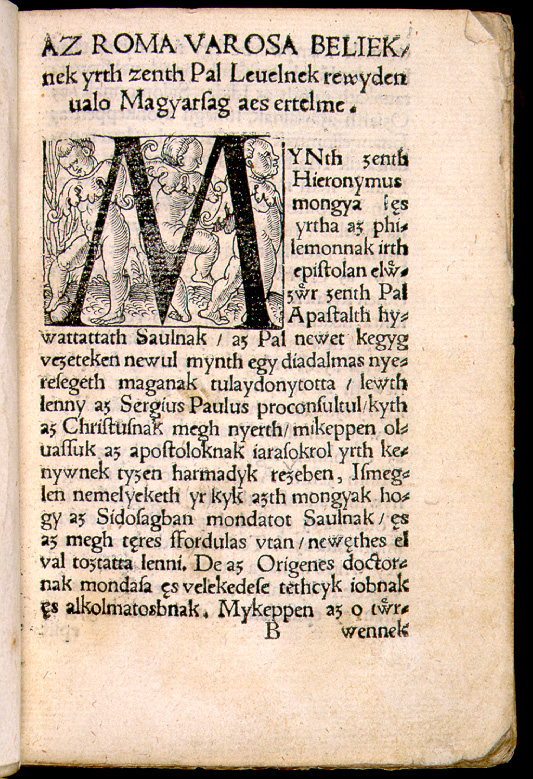
Uma página do primeiro livro totalmente em húngaro, em 1533

### Pré-história

#### Consenso acadêmico
A visão tradicional defende que a língua húngara divergiu dos seus parentes ugrícos na primeira metade do primeiro milênio a.C., na Sibéria ocidental a leste dos Urais do sul. Os húngaros mudaram gradualmente o seu estilo de vida, passando de caçadores estabelecidos a pastores nômades, provavelmente como resultado dos primeiros contatos com os nômades iranianos (citas e sármatas) ou túrquicos. Em húngaro, as palavras de empréstimo iranianas remontam ao tempo imediatamente após a separação dos úgricos e provavelmente se estendem por mais de um milênio.
Evidências arqueológicas do atual sul de Bascortostão confirmam a existência de assentamentos húngaros entre o rio Volga e os Montes Urais. Os onogures (e os protobúlgaros) tiveram mais tarde uma grande influência na língua, especialmente entre os séculos V e IX. Esta base de empréstimos turcomanos é grande e variada (p.ex. szó "palavra", do túrquico; e daru "guindaste", das línguas pérmicas relacionadas), e inclui palavras emprestadas do ogúrico; p.ex. borjú "bezerro" (cp. tchuvache păru, părăv vs. turco buzağı); dél "meio-dia; sul" (cp. tchuvache tĕl vs. turco düš).

#### Visões alternativas
O historiador e arqueólogo húngaro Gyula László afirma que os dados geológicos da análise polínica parecem contradizer a colocação da antiga pátria húngara perto dos Urais.

#### Períodos
Os períodos da história da língua húngara são os seguintes:
- Proto-húngaro — período urálico até 1000 a.C.
- Húngaro arcaico — 1000 a.C. até 896.
- Húngaro antigo — 896 até o século XVI.
- Húngaro médio — século XVI até o final do século XVIII.
- Húngaro moderno — finais do século XVIII até a atualidade.

## Dialetos
Os principais dialetos húngaros incluem:
1. do sul — déli nyelvjárások;
2. transdanubianos — dunántúli nyelvjárások;
3. transdanubianos ocidentais — nyugat-dunántúli nyelvjárások;
4. noroeste — palóc nyelvjárások;
5. nordestinos — északkeleti nyelvjárások;
6. Tisza — tiszai nyelvjárások;
7. Transilvânia Média — székely nyelvjárások;
8. Szekler — székely nyelvjárások;
9. Chango — csángó nyelvjárások.

Estes três últimos são falados fora do atual território da Hungria, em partes da Romênia. O dialecto chango é falado principalmente no condado de Bacău, no leste da Romênia. O grupo húngaro chango está bastante isolado dos outros húngaros, pelo que preservou um dialeto muito parecido com uma forma anterior de húngaro.

## Fonologia

### Pronúncia
A fonologia da língua húngara é implementada com letras latinas. Todas as letras correspondem exatamente a um som.
Em húngaro, os dígrafos, bem como o trígrafo dzs são considerados letras diferentes que são escritas com vários caracteres. Assim, a ortografia húngara é, em grande parte, regular. A única exceção é o som [j], que é escrito como "j" e "ly". Historicamente, "ly" era o som [ʎ], que desde então tem coincidido com "j" para formar [j].

### Consoantes
| Letra | AFI  | Descrição                                                   | Exemplo                                       |
| ----- | ---- | ----------------------------------------------------------- | --------------------------------------------- |
| c     | [t͡s] | ts, como em "pizza" e "partes"; Z em alemão                 | cukor "açúcar"                                |
| cs    | [t͡ʃ] | tch, como em "tchau" e "tcheco"                             | kocsi "carro"; csak "apenas"                  |
| d     | [d]  | d, como em "dado", mas não como "dia"                       | minden "cada"                                 |
| dz    | [d͡z] | dz, como em "aprendizado" e "mezzosoprano"                  | edzés "treinamento"                           |
| dzs   | [d͡ʒ] | dj, como em "grande" e "diabo"                              | dzsungel "selva"                              |
| g     | [ɡ]  | como em "gato" e "guerra", nunca como em "gim"              | mérlegel "pesar"; garancia "garantia"         |
| gy    | [ɟ]  | como em "amiguinho", e "geese" em inglês                    | magyar "húngaro"                              |
| h     | [h]  | como em "marreta"; H em inglês                              | néhány "alguns"                               |
| j, ly | [j]  | y, como em "boia"                                           | jól "bem"; hely "lugar"                       |
| m     | [m]  | m, como em "maçã" e "amor", mas não como em "além"          | már "já"; sem "nem"                           |
| n     | [n]  | n, como em "nave" e "nariz", mas não como em "inteligência" | nem "não"; van "ser; ter"                     |
| ny    | [ɲ]  | nh, como em "sonhar"                                        | nyugat "oeste"                                |
| r     | [r]  | como em "rato" em áreas rurais; RR em espanhol              | fórum "fórum"; újra "de novo"                 |
| s     | [⁠ʃ]  | ch, como em "cheio" e "Exu"                                 | spiritusz "espírito"                          |
| sz    | [s]  | ss, como em "sapo", "caçar" e "sussurrar"                   | császári "imperial"; büszkén "orgulhosamente" |
| t     | [t]  | t, como em "tato", mas não como em "tia"                    | után "depois"                                 |
| ty    | [c]  | como em "quiabo", e "keen" em inglês                        | kutya "cachorro"                              |
| zs    | [⁠ʒ]  | j, como em "gelo" e "jantar"                                | zselatin "gelatina"                           |

B, F, K, L, P, V, e Z são como em português. As letras W e X são usadas apenas em nomes ou palavras de origem estrangeira; o Y é usado — além dos dígrafos gy, ly, ny e ty — apenas no final dos nomes de família, e é pronunciado como [i].
As consoantes dobradas são pronunciadas são longas (geminadas), as vogais anteriores nunca são encurtadas. Os dígrafos também podem ser pronunciados longos, mas só a primeira letra é duplicada: ssz = duplo–sz, lly = duplo–ly, etc.

### Vogais

Diagrama com as vogais em húngaro

A língua húngara faz distinção entre vogais que possuem curta duração (vogais breves) e vogais que possuem longa duração (vogais longas).
| Letra | AFI      | Descrição                               | Exemplo                  |
| ----- | -------- | --------------------------------------- | ------------------------ |
| a     | [ɒ], [ɔ] | ó, como em "loja", ing. "thought"       | akkor "então"            |
| á     | [äː]     | aa, como em "vá"; longa                 | továbbá "além"           |
| e     | [æ]      | é, como em "pé" e "pedra"               | első "primeiro/a"        |
| é     | [e̞ː]     | êê, como em "mesa"; longa               | két "dois"               |
| i     | [ɪ]      | como em "cine", ing. "bit"              | mindig "sempre"          |
| í     | [iː]     | ii, como em "fino"; longa               | tíz "dez"; ír "escrever" |
| o     | [o]      | ô, como em "outro", "sopa"              | csoport "grupo"          |
| ó     | [oː]     | ôô, igual ao o; longa                   | szóló "solo"             |
| ö     | [ø̞]      | como em fin. "rölli", cor. "soe"        | között "entre"           |
| ő     | [øː]     | como em al. "schön", est. "köök"; longa | idő "tempo"              |
| u     | [ʊ]      | como em "pulo", "mato"                  | kulturális "cultural"    |
| ú     | [uː]     | uu, como em "tu"; longa                 | hús "carne"              |
| ü     | [ʏ]      | como no al. "schützen"                  | végül "eventualmente"    |
| ű     | [yː]     | como em "déjà vu", al. "über"           | sűrűn "frequentemente"   |